# Oostereinde (Limburg)
Oostereinde is een gehucht in de Belgische gemeente Lummen. Het ligt onmiddellijk ten oosten van de dorpskom van Lummen.
Het gehucht is vooral bekend doordat een geallieerde bommenwerper, een B-17 Flying Fortress met de naam Dear Mom, die Duitse fabrieken moest bombarderen, op 17 augustus 1943 werd aangevallen door Duitse gevechtsvliegtuigen. De brokstukken van de B-17 kwamen toen op Oostereinde neer. Op 17 augustus 2013 werd te Lummen, aan de Dr. Vanderhoeydonckstraat 56, dus buiten Oostereinde, een monument onthuld ter nagedachtenis aan de omgekomen bemanningsleden.
Oostereinde kende een eigen schuttersgilde, gewijd aan Onze-Lieve-Vrouw. Dit gilde, opgericht in 1708, bestaat tegenwoordig niet meer.